# Norsk Gjenvinning
Norsk Gjenvinning Norge AS er en norsk servicevirksomhed indenfor genanvendelse, affaldshåndtering, industriservice, osv. Virksomheden har hovedkvarter i Oslo og driver virksomhed i 6 lande. De har 2.277 ansatte og omsætter for over 7,8 mia. norske kroner. Virksomheden blev etableret som en skrothandel i 1926.